# 聖卡洛斯德塔拉蘇區
聖卡洛斯德塔拉蘇區（西班牙語：San Carlos de Tarrazú），是哥斯達黎加的一個區，位於該國中部聖何塞省，面積61.31平方公里，海拔高度1,545米，2011年人口1,893，人口密度每平方公里30.88人。